# Рышков, Виктор Александрович
Виктор Александрович Рышков (1863—1924) — русский прозаик и драматург.

## Биография
Родился в 1862 году в деревне Мышанка Старооскольского уезда Курской губернии (ныне Старооскольский район Белгородской области) в имении отца, помещика, столбового дворянина Александра Николаевича Рышкова. В семье, помимо Виктора, было ещё восемь детей.
Будущий писатель прожил в родной усадьбе первые пять лет жизни. Затем из-за сложившихся неблагоприятных обстоятельств имение пришлось продать. В 1870 году отец получил должность мирового судьи в Петербурге и постепенно перевёз туда семью. В столице Виктор стал посещать гимназию, но учёба его не привлекала, и он её забросил, так и не получив никакого образования. Зато ему нравилось чтение книг, и ещё он мечтал о морских путешествиях. Виктор пробовал поступить в Морское училище, но из-за кожного заболевания его туда не приняли. В 19 лет он уехал в Кострому и по протекции дяди устроился помощником делопроизводителя в канцелярию местного губернатора. Скучная работа тяготила Виктора, и он в свободное время начал выступать на любительской сцене, а потом и вовсе уволился со службы.
Вскоре он понял, что более всего ему по нраву сочинительство. Первый рассказ Виктор написал в 1885 году, но всё никак не мог его пристроить ни в один из местных журналов. Тогда он возвратился в Петербург. Через некоторое время удача ему улыбнулась: в 1888 году его рассказ «Вовремя. Деревенские картины» был напечатан в приложении к петербургскому журналу «Живописное обозрение стран света». В 1889 году молодой писатель женился. А спустя два года в семье Рышковых произошла трагедия — умер отец.
Со смертью Александра Николаевича началась чёрная полоса в жизни. Несмотря на то, что в семье старшим братом был Палладий, Виктору пришлось на себя взять ответственность за своих братьев и сестёр, престарелую мать, да и за собственную семью. Труд писателя не приносил постоянных доходов, и Рышковы жили впроголодь. В тот период их семья претерпела множество невзгод. Наконец, Виктору удалось устроиться канцелярским работником, но его жалованье было ничтожным для такой большой семьи, и они всё равно еле сводили концы с концами. Рышков ненавидел свою работу, но был вынужден каждое утро на неё ходить. А вечерами писал рассказы.
В 1897 году вышел из печати первый его сборник. Спустя три года было издано собрание сочинений Рышкова в двух томах, куда вошли роман и рассказы писателя. А в 1904-м вышла в свет первая его пьеса под названием «Первая ласточка». К этому времени Рышков был уже признанным беллетристом-бытовиком, печатался в журналах «Нива» и «Родина». В 1904 году ему предложили стать редактором еженедельного иллюстрированного журнала «Родная нива». Журнал, в котором публиковали свои произведения А. И. Куприн, Н. И. Позняков, Н. Д. Носков и другие литераторы, просуществовал два года. Сам Рышков вёл в нём раздел «Беседы», в котором размещал собственные произведения; в них он старался выразить всё то, что активизирует самосознание маленького человека, воспитывает в людях достоинство и внутреннюю свободу.
Признанный прозаик, Рышков всё больше занимается драматургией. Его пьесы с успехом ставятся на сцене петербургского Малого театра, в театрах Москвы, на сценах провинциальных театров по всей России. Вплоть до 1922 года сборники рассказов и пьесы писателя неоднократно выпускаются российскими издательствами. В 1914-м печатают собрание его драматических произведений в 3-х томах.
В период революционного лихолетья Рышков решил покинуть Петроград и перебраться в российскую глубинку — туда, где спокойнее и сытнее. В 1919—1921 гг. он с женой и дочерью Гали проживал в городе Алексин Тульской губернии. Там работал в местном театре режиссёром и актёром. B 1922 году они решили эмигрировать.
В ноябре отплыли на «философском корабле» в Германию, оттуда перебрались в Париж. Во французской столице Рышков пытался влиться в новую культурную среду, выступал на литературно-музыкальных вечерах с чтением своих произведений. Ему удалось наладить контакты с одним из парижских театров, руководство которого согласилось на постановку некоторых его пьес с условием перевода их на французский.
Рышковы поселились в Масси, одном из пригородов Парижа. Казалось, всё шло хорошо, жизнь постепенно налаживалась. Но 27 июля 1924 года Виктор Александрович скоропостижно скончался… Похоронен на кладбище Димарес, близ французской столицы.

## Творчество
Произведения Рышкова не особо выделяются из потока материала для «лёгкого чтения». Весьма неглубоко поставлены в них вопросы общественно-политической жизни России. Дарование писателя не вышло за пределы бытовых рассказов и пьес. Он не создал такого театрального образа, который бы пережил драматурга. Хроникёры ругали творчество Рышкова за безыдейность и легковесность.
Тем не менее, его незатейливые произведения имели успех, пьесы отличались бесспорной сценичностью. В них автор умело распределяет героев на положительных и отрицательных. Положительный персонаж — это обычно честный делец, сторонник прогресса. Таковы, например, учитель Лаптев из пьесы «Волна» или своеобразный толстовец Тихон из «Первой ласточки». Среди героев отрицательных — старое барство, столичные карьеристы, чиновники-бюрократы; изображаются они обычно ярче, живее.
Основные темы произведений Рышкова — произвол чиновничества, крестьянский и солдатский быт, оскудение и разорение дворянских семей, осуждение сословных предрассудков, мужской распущенности. Говорится в них и о роли женщины в общественной жизни, и об участии молодёжи в революционном движении, о наживе, взяточничестве. Однако решение всех этих вопросов автор рассматривает с точки зрения обывателя, не вникая в них слишком глубоко. Он считал, что порок заключается в основном в самой сущности человека, а не в общественном укладе.
Как драматург Рышков находился в стороне от всевозможных экспериментов и поисков новых форм выражения. Он был чужд символического и условного театра, который даёт режиссёру и художнику большую свободу, а актёрам — неограниченные творческие возможности. Рышков считал, что искусство актёра самоценно и преходяще, а потому старался помочь ему блеснуть в роли своим талантом.

## Театральные постановки
- «Первая ласточка» (1904, Малый театр, Москва)
- «Болотный цветок» (1905, Современный театр, Санкт-Петербург)
- «День денщика Душкина» (1905, Театр Корша, Москва)
- «Склеп» (1906, Театр Корша, Москва)
- «Желанный и неожиданный» (1906, Малый театр, Санкт-Петербург)
- «Волна» (1907, Театр Корша, Москва)
- «Казённая квартира» (1908, Малый театр, Москва)
- «Обыватели» (1909, Александринский театр, Санкт-Петербург)
- «Мартобря 86-го числа» (1912, театр «Кривое зеркало», Санкт-Петербург)[4]

## Семья
- Родители:
  - Отец — Александр Николаевич Рышков (1823—1891), отставной капитан артиллерии и кавалерист, почётный смотритель Тимского уездного училища (1860—1866), мировой посредник, мировой судья в Санкт-Петербурге;
  - Мать — Анна Палладиевна Рышкова (в девичестве — Букреева; 1834—1919).
- Братья и сёстры:
  - брат Палладий Александрович Рышков (1859—1918), член Курского Окружного суда, с 1916 г. действительный статский советник (расстрелян);
  - брат Николай Александрович Рышков (1861—1905), штабс-капитан;
  - брат Владимир Александрович Рышков (1865—1938);
  - сестра Наталья Александровна Рышкова (1868—1915);
  - сестра Любовь Александровна Рышкова (1869—1942);
  - брат Михаил Александрович Рышков (1871—1958);
  - сестра София Александровна Рышкова (1874—1942), служащая канцелярии Конференции Петербургской академии наук, личный секретарь академика С. Ф. Ольденбурга;
  - брат Сергей Александрович Рышков (1876—1950).
- Жена — София Евгеньевна Рышкова (в девичестве — Эбергардт; 1867—1926).
- Дети:
  - сын Евгений Викторович Рышков-Тарусский (1890—1945), военно-общественный деятель, журналист, писатель (покончил с собой);
  - сын Лев Викторович Рышков (1892—1920?), военный врач;
  - сын Палладий Викторович Рышков (1893—1930) (расстрелян);
  - дочь Гали Викторовна Рышкова (1900—?)[5].